# Jean Hagen
Jean Hagen (născută ca Jean Shirley Verhagen la 3 august 1923, Chicago, Illinois - d. 29 august 1977, Los Angeles, California) a fost o actriță americană.

## Biografie
Hagen s-a născut ca Jean Shirley Verhagen în Chicago, tatăl ei fiind Christian Verhagen (n. 10 august 1890 – d. aprilie 1983), un imigrant olandez, iar mama sa era Marie, născută în Chicago.

## Filmografie
| Film                  | An   | Rol                       | Note |
| --------------------- | ---- | ------------------------- | --- |
| Adam's Rib            | 1949 | Beryl Caighn              | debut cinematografic; National Film Registry |
| The Asphalt Jungle    | 1950 | Doll Conovan              | National Film Registry |
| Side Street           | 1950 | Hariette Sinton           | |
| Singin' in the Rain   | 1952 | Lina Lamont               | nominalizare– Academy Award for Best Supporting Actress. National Film Registry. Selectat de AFI ca Cel Mai Bun Film Musical. National Film Registry |
| Carbine Williams      | 1952 | Maggie Williams           | |
| Latin Lovers          | 1953 | Anne Kellwood             | Arena 1953 |
| The Big Knife         | 1955 | Connie Bliss              | |
| The Shaggy Dog        | 1959 | Freeda Daniels            | Mai târziu refăcut |
| Sunrise at Campobello | 1960 | Marguerite "Missy" LeHand | |
| Panic in Year Zero    | 1962 | Ann Baldwin               | |
| Dead Ringer           | 1964 | Dede Marshall             | ultimul ei film |

## Apariții în televiziune
| Serial TV           | Rol               | An                        | Note |
| ------------------- | ----------------- | ------------------------- | --- |
| Make Room for Daddy | Margaret Williams | 117 (3 sezoane) 1953–1956 | mai târziu redenumit The Danny Thomas Show; Primul personaj dintr-un sitcom pentru familie care este ucis |